# Distrito electoral de Battle Creek (condado de Madison, Nebraska)
Battle Creek Precinct es una subdivisión territorial del condado de Madison, Nebraska, Estados Unidos. Según el censo de 2020, tiene una población de 1223 habitantes.

## Geografía
La subdivisión está ubicada en las coordenadas 41°57′40″N 97°32′57″O / 41.96111, -97.54917. Según la Oficina del Censo, tiene una superficie total de 93.23 km², de los cuales 93.20 km² corresponden a tierra firme y 0.03 km² están cubiertos de agua.

## Demografía
Según el censo de 2020, hay 1223 personas residiendo en la zona. La densidad de población es de 13.12 hab./km². El 95.50% de los habitantes son blancos, el 0.08% es afroamericano, el 0.74% son amerindios, el 0.33% son asiáticos, el 0.98% son de otras razas y el 2.37% son de una mezcla de razas. Del total de la población, el 1.23% son hispanos o latinos de cualquier raza.